# آنتونی کریگن
آنتونی کریگن (انگلیسی: Anthony Carrigan؛ زادهٔ ۲ ژانویهٔ ۱۹۸۳) بازیگر اهل ایالات متحده آمریکا است. وی از سال ۲۰۰۸ میلادی تاکنون مشغول فعالیت بوده است.
از فیلم‌ها یا برنامه‌های تلویزیونی که وی در آن نقش داشته است می‌توان به بری، بیل و تد: رویارویی با موسیقی، پدرانه، و سوپرمن اشاره کرد.

## فیلم‌شناسی

### فیلم
| سال  | عنوان                        | نقش                          | یادداشت    |
| ---- | ---------------------------- | ---------------------------- | ---------- |
| ۲۰۱۱ | نامیرا                       | جیسون داناوان / الیجا پرمنتر |            |
| ۲۰۱۶ | شیطانی                       | آنتونی                       |            |
| ۲۰۱۸ | جادهٔ عوارضی                  | درد                          | فیلم کوتاه |
| ۲۰۲۰ | بیل و تد: رویارویی با موسیقی | دنیس کیلب مک‌کوی              |            |
| ۲۰۲۱ | پدرانه                       | اسکار                        |            |
| ۲۰۲۵ | سوپرمن                       | رکس میسون / متامورفو         |            |
| ۲۰۲۵ | مرگ یک تک‌شاخ                 | گریف                         |            |
| TBA  | بن‌بست                        | TBA                          | پس‌تولید    |

| به آثاری اشاره دارد که در حال حاضر منتشر نشده‌اند | به آثاری اشاره دارد که در حال حاضر منتشر نشده‌اند |

### تلویزیون
| سال       | عنوان                  | نقش                      | یادداشت                      |
| --------- | ---------------------- | ------------------------ | ---------------------------- |
| ۲۰۰۸      | نظم و قانون: قصد جنایی | اچ. جک واکر سوم          | اپیزود: "Legacy"             |
| ۲۰۰۸      | محرمانه لانگ آیلند     | جیک                      | فیلم تلویزیونی               |
| ۲۰۰۹–۲۰۱۰ | فراموش‌شده              | تایلر دیویس              | ۱۷ اپیزود                    |
| ۲۰۱۱      | والدین                 | کوری اسمیت               | ۵ اپیزود                     |
| ۲۰۱۲      | دست خدا                | جاناتان                  | فیلم تلویزیونی               |
| ۲۰۱۳      | زیر و رو               | مارینو پوتزو             | فیلم تلویزیونی               |
| ۲۰۱۴–۲۰۱۵ | فلش                    | میست                     | ۲ اپیزود                     |
| ۲۰۱۶      | فهرست سیاه             | هریس هولت                | اپیزود: "The Vehm (No. 132)" |
| ۲۰۱۴–۲۰۱۹ | گاتهام                 | ویکتور زز                | ۲۰ اپیزود                    |
| ۲۰۱۸      | خورشید سخت             | آقای وایس                | اپیزود: "Sun Day"            |
| ۲۰۱۸–۲۰۲۳ | بری                    | نوهو هنک                 | ۳۲ اپیزود                    |
| ۲۰۲۰–۲۰۲۱ | انیمانیاکس             | ولادیمیر پوتین (صداپیشه) | ۳ اپیزود                     |
| ۲۰۲۳      | کاپیتان فال            | آقای تایرنت (صداپیشه)    |                              |
| ۲۰۲۵      | فلز درهم‌تنیده          | کالیپسو                  | نقش اصلی (فصل ۲)             |